# Никола Гажевић
Никола Гажевић (Сотонићи, код Вирпазара, 18. децембар 1918 — 15. јул 2012) био је учесник Народноослободилачке борбе и генерал-пуковник ЈНА.

## Биографија
Рођен је 18. децембра 1918. године у Сотонићима, код Вирпазара, у породици Сава Гажевића. Након основне школе, похађао је и завршио гимназију на Цетињу, матуриравши 1939. године. Пре Другог светског рата, студирао је право на Београдском универзитету. Током студија био је активан у редовима комунистичке омладине и студентског револуционарног покрета. Члан Комунистичке партије Југославије (КПЈ) постао је 1937. године, као ученик Цетињске гимназије.
Народноослободилачком покрету (НОП) се прикључио 1941. године. Учесник је Тринаестојулског устанка. У току једне од борби је заробљен и интерниран у логор у Албанији, а из логора излази фебруара 1942. Током рата био је политички комесар чете Ловћенског НОП одреда, а по формирању Четврте пролетерске црногорске ударне бригаде, био је борац, па заменик политкомесара чете, заменик политкомесара и политкомесар њеног Првог батаљона.
У априлу 1943. године завршио је партијски курс при Централном комитету КПЈ и Врховном штабу НОВ и ПОЈ. Био је секретар Среског комитета КПЈ за Бар и Окружног комитета КПЈ за Боку которску, члан Политичког одељења (Политодела) Треће ударне дивизије НОВЈ, те руководилац Политодела Приморске оперативне групе. Почетком 1945. године постао је предавач и заменик управника у Вишој партијској школи „Ђуро Ђаковић“ и руководилац партијско-политичког курса при Штабу Прве армије ЈА.

### Послератни период
После рата, међу осталим, био је начелник Кадровске управе, политички комесар армије и корпуса, помоћник команданта војне области и начелник управе у Генералштабу ЈНА. Био је главни уредник Војне енциклопедије. Био је члан Организације СКЈ за ЈНА. Пензионисан је 1978. године у чину генерал-пуковника ЈНА.
Завршио је Вишу војну академију ЈНА и Курс оператике ЈНА.
Умро је 15. јула 2012. године.
Носилац је Партизанске споменице 1941. и других југословенских одликовања, међу којима су — Орден ратне заставе, Орден заслуга за народ са златном звездом, Орден братства и јединства са златним венцем, Орден за храброст и др.